# Trinchera cluiliana
La trinchera cluiliana (del latín: Fossae Cluiliae), fue una trinchera militar construida por el ejército de Alba Longa que rodeó Roma durante la guerra entre dichas ciudades. Su nombre proviene del rey de Alba Longa, Cayo Cluilio.